# بارتوک ۴۱۳۲
سیارک ۴۱۳۲ (به انگلیسی: 4132 Bartok، نامگذاری:1988EH) چهار هزار و صد و سی و دومین سیارک کشف شده‌است که در ۱۲ مارس ۱۹۸۸ کشف شد.
قدر مطلق سیارک برابر ۱۱٫۷۰ است.